# Solanopteris bifrons
Solanopteris bifrons là một loài thực vật có mạch trong họ Polypodiaceae. Loài này được (Hook.) Copel. miêu tả khoa học đầu tiên năm 1951.